# Flamen (Religion)

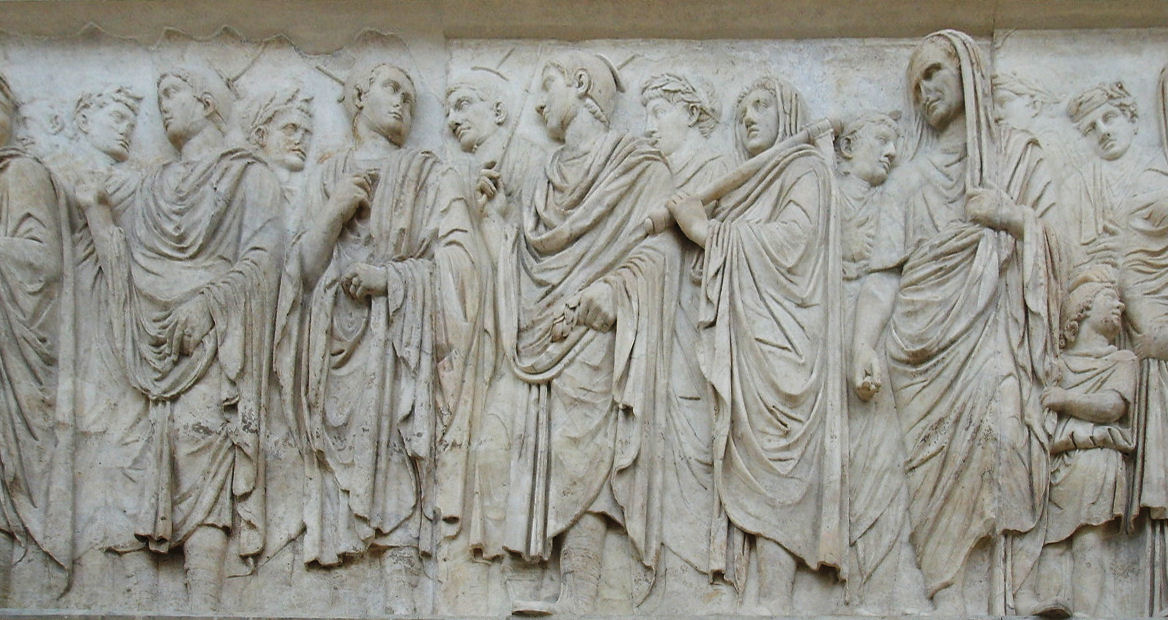
Priesterliche Prozession auf einem Relief der Ara Pacis, in der Mitte die Flamines maiores mit dem Flamen Divi Iulii

Ein Flamen (Plural: flamines) war in der altrömischen Religion der Einzel- und Opferpriester einer bestimmten Gottheit. Die Aufgabe der flamines war die Ehrung des ihnen zugeordneten Gottes bzw. der zugeordneten Göttin durch formalisierte Kulthandlungen wie die Durchführung von Trankopfern. Im Vergleich zu den durch Magistrate und Zeichendeuter durchgeführten Befragungs- und Sühneritualen hatten die Kulthandlungen der flamines geringes politisches Gewicht.

## Etymologie
Die Herkunft der Bezeichnung flamen ist unklar. Varro leitete das Wort von dem Wollfaden oder wollenen Band her, das Teil des Apex, der rituellen Kopfbedeckung der Priester, war, also von filum („Faden“) zu filamen/flamen.
Georges Dumézil setzte das Wort in Beziehung zu Brahman, der Bezeichnung der indischen Priester.
Andere Ableitungen sind vom indogermanischen *flad(s)men und daraus gotisch blotan („verehren“).

## Flamines maioresundminores
Die drei großen Flamines (flamines maiores) waren seit frührömischer Zeit für den Kult der Götter Jupiter (Flamen Dialis), Mars (Flamen Martialis) und Quirinus (Flamen Quirinalis) zuständig gewesen. Zu ihnen trat zu Beginn des Prinzipats der Flamen für den als Divus Iulius zum Gott erhobenen Gaius Iulius Caesar (Flamen Divi Iulii).
Daneben gab es zwölf flamines minores für weitere Götter, die nicht alle bekannt sind:
- Flamen Furrinalis (Priester der Furrina)
- Flamen Carmentalis (Priester der Carmenta)
- Flamen Volcanalis (Priester des Vulcanus)
- Flamen Cerealis (Priester der Ceres)
- Flamen Portunalis (Priester des Portunus)
- Flamen Volturnalis (Priester des Volturnus)
- Flamen Palatualis (Priester der Palatua)
- Flamen Floralis (Priester der Flora)
- Flamen Falacer (vermutlich im Zusammenhang mit dem sabinischen Ort Falacrinae)
- Flamen Pomonalis (Priester der Pomona)
- Flamen einer nicht überlieferten Gottheit (vielleicht Lucularis)
- Flamen einer nicht überlieferten Gottheit (vielleicht Virbialis).

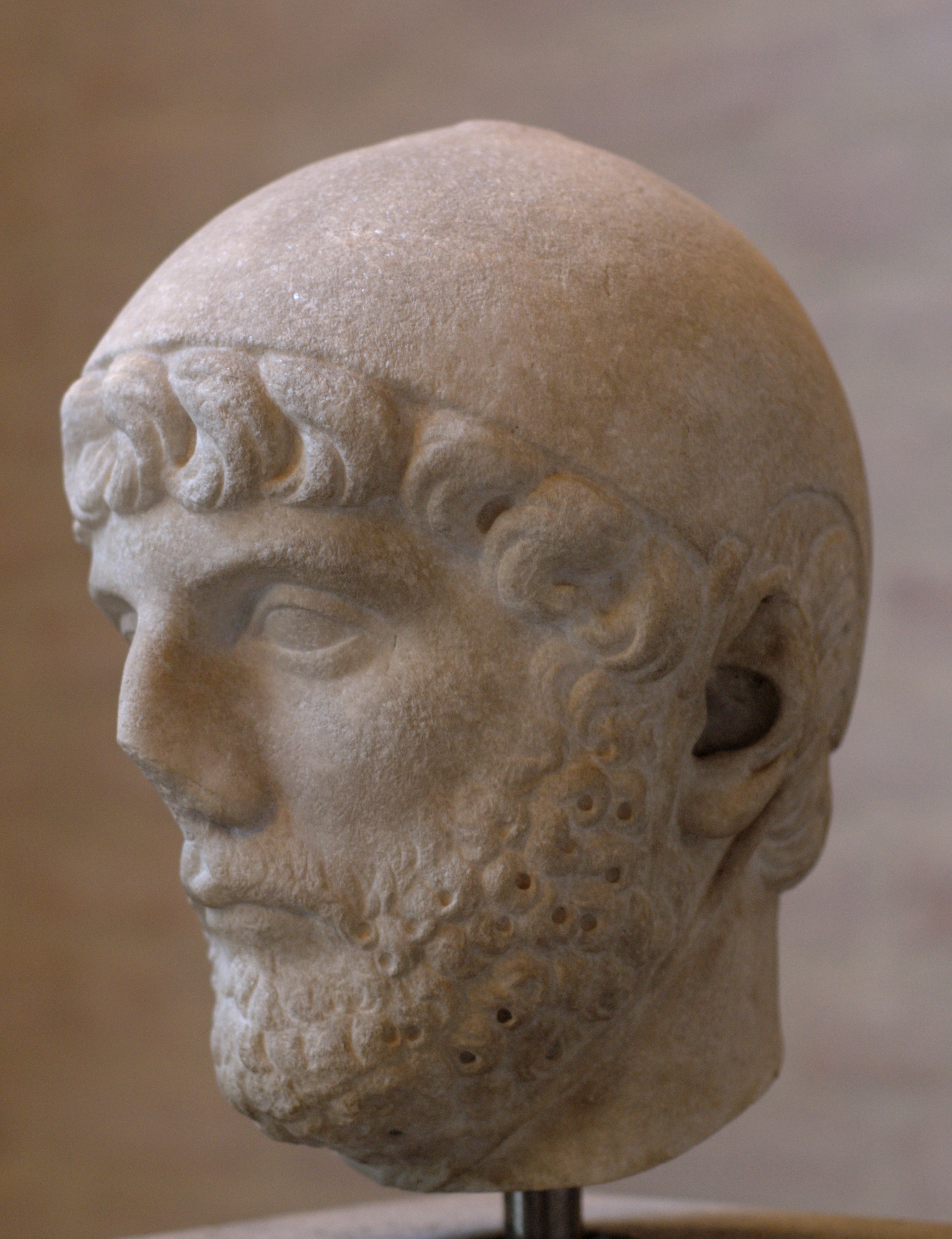
Flamen mit Galerus

Alle flamines gehörten zum Kollegium der pontifices und wurden von diesem beaufsichtigt. In Bezug auf ihre jeweilige Gottheit waren sie jedoch anders als die haruspices, augures und quindecimviri sacris faciundis dem jeweiligen Gott bzw. Tempel zugewiesene Einzelpriester und damit nicht kollegial organisiert. Die Bestellung zum Priester erfolgte auf Lebenszeit; der flamen Dialis musste allerdings beim Tod seiner Frau zurücktreten. Die flamines maiores mussten dem Patriziat entstammen, die flamines minores waren Plebejer oder in der Kaiserzeit Equites. Für alle flamines maiores galt die Vorschrift, dass sie Kinder von Eltern sein mussten, die mit dem Ritus der confarreatio verheiratet worden waren. Auch die designierten flamines maiores selbst mussten nach diesem alten Ritus verheiratet sein. Die Ehefrau eines Flamen wurde als Flaminica bezeichnet.
Anders als z. B. in der indischen Kastengesellschaft handelte es sich bei den römischen Priestern nicht um eine von der übrigen Gesellschaft abgeschlossene Personengruppe. Priester – ob flamen oder pontifex – konnte die Masse der römischen Bürger werden. De facto musste der Anwärter jedoch über ein ausreichendes politisches Gewicht verfügen – sprich den einflussreichen senatorischen Geschlechtern angehören oder nahestehen –, um einen entsprechenden Posten zu erhalten. Die flamines wurden hierbei vom pontifex maximus ernannt, wohingegen die restlichen Priesterschaften kooptierten, um ihre Sollstärke bei Bedarf aufzufüllen.
Mit der Apotheose des Divus Augustus unter Kaiser Tiberius wurde auch für die vergöttlichten Angehörigen des Kaiserhauses (divi) nach ihrem Tode jeweils ein Flamen eingesetzt, die flamines divorum. Der ursprüngliche flamen Divi Iulii, der Priester des vergotteten Iulius Caesar, gehörte darüber hinaus den flamines maiores an und war aufgrund der Privilegien des Priesteramtes dem flamen Dialis vergleichbar, besaß allerdings weitreichende politische Freiheiten. Ferner gab es Flamines auch im Kollegium der Arvalbrüder und in einigen Städten des Reiches.
Das Leben der Flamines unterlag strikten rituellen Regelungen, die vor allem für den Flamen Dialis besonders restriktiv waren. Zum Beispiel musste er unter freiem Himmel stets die rituelle Kopfbedeckung bestehend aus Galerus und Apex tragen, die anderen Flamines mussten das nur bei rituellen Handlungen.